# Ceratomyxa ghaffari
Ceratomyxa ghaffari is een microscopische parasiet uit de familie Ceratomyxidae. Ceratomyxa ghaffari werd in 2006 beschreven door Ali, Abdel-Baki & Sakran. 